# Azores Challenger 1996
L'Azores Challenger 1996 è stato un torneo di tennis facente parte della categoria ATP Challenger Series nell'ambito dell'ATP Challenger Series 1996. Il torneo si è giocato a Azzorre in Portogallo dal 2 all'8 settembre 1996 su campi in cemento.

## Vincitori

### Singolare
Nuno Marques ha battuto in finale  Luis Herrera con il punteggio di 6–7, 6–4, 6–4

### Doppio
Marcus Hilpert /  Christian Saceanu hanno battuto in finale  Jamie Delgado /  Charlie Singer con il punteggio di 6–7, 6–2, 6–4